# Proliferative Nierenkrankheit der Fische
Die Proliferative Nierenkrankheit der Fische (engl. proliferative kidney disease, PKD) ist eine Parasitose bei Fischen, die durch Bauchschwellung, Vergrößerung der Nieren, Dunkelverfärbung und ein Vortreten des Augapfels (Exophthalmus) gekennzeichnet ist. In der Schweiz ist sie eine meldepflichtige Tierseuche.

## Erreger und Vorkommen
Der Erreger der Proliferativen Nierenkrankheit ist Tetracapsuloides bryosalmonae, ein parasitisch lebendes Nesseltier aus dem Stamm der Myxozoa. Der Parasit benötigt als Zwischenwirt Moostierchen (Bryozoa), in denen sich infektiöse Sporen entwickeln, die im Freiwasser nur etwa einen Tag überleben. Die Infektion der Fische erfolgt über die Kiemen und die Haut. Daraufhin kommt es zu einer Vermehrung in den Nieren. Eine Ausscheidung von Sporen aus Fischen ist bislang nicht nachgewiesen, so dass Fische unter Umständen nur einen Fehlwirt darstellen. Stress kann den Ausbruch der Krankheit begünstigen. 
Der Erreger kommt in Europa und Amerika vor. Als empfänglich gelten Forellenfische (Salmoniden), Äschen und Hechte. Die Erkrankung ist seit Ende der 1970er Jahre bekannt. Die zunehmende Verseuchung der Gewässer wird vermutlich vor allem durch den Fischbesatz vorangetrieben.

## Klinisches Bild
Zu klinischen Erscheinungen kommt es nur, wenn die Wassertemperatur für mindestens zwei Wochen über 15 °C liegt, so dass sich ein Befall nur von Juli bis September manifestiert. Die Inkubationszeit beträgt etwa sechs Wochen. Befallene Fische werden teilnahmslos, verfärben sich dunkel und zeigen eine Auftreibung des Bauches. Häufig kommt es auch zu einem Vortreten der Augäpfel. 
Die Sterblichkeitsrate liegt bei etwa 10 bis 15 %, in Ausnahmefällen kann sie bis zu 90 % betragen. In England wird die Krankheit für etwa 50 % der Verluste bei der Zucht von Regenbogenforellen verantwortlich gemacht.
Nach Eröffnung fallen in der Bauchhöhle stark vergrößerte, knotig durchsetzte Nieren auf. Pathohistologisch handelt es sich um eine interstitielle Nephritis mit Zubildung des Bindegewebes und teilweise um eine granulomatöse Entzündung. Die Parasiten stellen sich als große Zellen dar. Auch andere innere Organe können entzündlich betroffen sein.

## Bekämpfung
Eine wirksame Therapie oder Prophylaxe gibt es nicht. Die Bekämpfung beschränkt sich daher auf seuchenhygienische Maßnahmen, insbesondere dadurch, Besatzmaßnahmen nur noch mit Tieren aus anerkannt freien Zuchten durchzuführen. In der Schweiz ist die Proliferative Nierenkrankheit meldepflichtig.